# Carlos Van den Driessche
Carlos Van den Driessche (* 31. August 1901 in Brüssel; † 14. Mai 1972) war ein belgischer Eishockeyspieler und Ruderer.

## Karriere
Carlos Van den Driessche nahm für die belgische Nationalmannschaft an den Olympischen Winterspielen 1924 in Chamonix und 1936 in Garmisch-Partenkirchen teil. Mit seinem Team belegte er bei den Winterspielen 1924 den siebten und somit letzten Platz. Er selbst kam im Turnierverlauf in zwei Spielen zum Einsatz. 1936 belegte er mit seiner Mannschaft den 13. und ebenfalls letzten Platz und kam zu drei Einsätzen. Auf Vereinsebene spielte er für den Brusselse IJshockeyclub.